# ربيع بن ربيعة
ربيع بن ربيعة بن مسعود بن مازن بن ذئب بن عدي بن مازن غسان (ويسمى سطيح) هو كاهن تنبأ للملك ربيعة بن نصر (أحد ملوك مملكة حمير التبابعة) ببعثة محمد.
ويقال إن سطيحاً كان لا أعضاء له، وإنما كان مثل السطيحة، ووجهه في صدره، وكان إذا غضب انتفخ وجلس.
رُوِي عن ابن عباس أنه قال: لم يكن شئ من بني آدم يشبه سطيحاً إنما كان لحماً على وضم، ليس فيه عظم ولا عصب، إلا في رأسه وعينيه وكفّيه، وكان يطوى كما يطوى الثوب من رجليه إلى عنقه، ولم يكن فيه شئ يتحرك إلا لسانه.

## قصة شق وسطيح مع ملك اليمن
كان في الجاهلية اثنان من الكهان يخبران بالمستقبل، الأول شق والثاني سطيح كانا بالحجاز.
سمي شق بهذا الاسم لأنه. كما يقولون. كان كشق إنسان، وأما سطيح فكان كالبضعة الملقاة على الأرض فكأنه سطح عليها.. قال ابن عباس رضي الله عنهما: «لم يكن شيء من بني آدم يشبه سطيحا، إنما كان لحما على وضم، ليس فيه عظم ولا عصب إلا في رأسه وعينيه وكفيه، وكان يُطوى كما يُطوى الثوب من رجليه إلى عنقه ولم يكن فيه شيء يتحرك إلا لسانه» وقال غيره: إنه كان إذا غضب انتفخ وجلس..
واسم سطيح: ربيع بن ربيعة بن مسعود بن مازن بن ذئب بن عدي بن مازن غسَّان
وشقّ: هو ابن صعب بن يشكر بن رهم بن أفرك بن قسر بن عبقر بن أنمار بن نزار، وأنمار أبو بجيلة وخثعم
ومن أخبار شقّ وسطيح أن ربيعة بن نضر ملك اليمن رأى رؤيا هالته وفظع بها فلم يدع كاهنا ولا ساحرا ولا عائفا ولا منجما من أهل مملكته إلا جمعه إليه، فقال لهم: إني قد رأيت رؤيا هالتني وفظعت بها، فأخبروني بها وبتأويلها قالوا له: اقصصها علينا نخبرك بتأويلها، قال: إني إن أخبرتكم بها لم أطمئن إلى خبركم عن تأويلها، فإنه لا يعرف تأويلها إلا من عرفها قبل أن أخبره بها، فقال له رجل منهم: فإن كان الملك يريد هذا فليبعث إلى سطيح وشقّ فإنه ليس أحد أعلم منهما، فهما يخبرانه بما سأل عنه.
فبعث إليهما، فقدم عليه سطيح قبل شقّ، فقال له: إني رأيت رؤيا هالتني وفظعت بها، فأخبرني بها، فإنك إن أصبتها أصبت تأويلها، قال: أفعل، رأيت حممة خرجت من ظلمة فوقعت بأرض تهمة فأكلت منها كل ذات جمجمة
(حممة: فحمة من نار، ظلمة: ظلام من جهة البحر ويريد خروج عسكر الحبشة من أرض السودان، تهمة: الأرض المتصوبة نحو البحر، كل ذات: لأن القصد إلى النفس والنسمة ويدخل فيه جميع ذوات الأرواح)
فقال له الملك: ما أخطأت منها شيئا يا سطيح، فما عندك من تأويلها؟ فقال: أحلف بما بين الحرتين من حنش لتهبطن أرضكم الحبش فليملكن ما بين أبين إلى جرش، فقال له الملك: وأبيك يا سطيح، إن هذا لنا لغائظ موجع فمتى هو كائن؟ أفي زماني هذا أم بعده؟ قال: لا، بل بعده بحين، أكثر من ستين أو سبعين يمضين من السنين قال: أفيدوم ذلك من ملكهم أو ينقطع؟ قال: لا، بل ينقطع لبضع وسبعين من السنين ثم يقتلون ويخرجون منها هاربين، قال: ومن يلي من ذلك من قتلهم وإخراجهم؟ قال: يليه إرم بن ذي يزن، يخرج عليهم من عدن فلا يترك أحدا منهم باليمن، قال: أفيدوم ذلك من سلطانه أم ينقطع؟ قال: لا، بل ينقطع، قال: ومن يقطعه؟ قال: نبي زكي يأتيه الوحي من قبل العلي، قال: وممن هذا النبي؟ قال: رجل من ولد غالب بن فهر بن مالك بن النضر يكون الملك في قومه إلى آخر الدهر، قال: وهل للدهر من آخر؟ قال: نعم، يوم يجمع فيه الأولون والآخرون، يسعد فيه المحسنون ويشقى فيه المسيئون، قال: أحق ما تخبرني؟ قال: نعم، والشفق والغسق، والفلق إذا اتسق، إن ما أنبأتك به لحق..
ثم قدم عليه شقّ، فقال له كقوله لسطيح، وكتمه ما قاله سطيح، لينظر أيتفقان أم يختلفان..
فقال: نعم، رأيت حممة خرجت من ظلمة فوقعت بين روضة وأكمه، فأكلت منها كلّ ذات نسمة
قال: فلما قال له ذلك، وعرف أنهما اتفقا وأنّ قولهما واحد إلا أن سطيحا قال: «وقعت بأرض تهمة فأكلت منها كل ذات جمجمة» وقال شقّ: «وقعت بين روضة وأكمه فأكلت منها كل ذات نسمة»
فقال له الملك: ما أخطأت يا شقّ منها شيئا، فما عندك في تأويلها ؟ قال: أحلف بما بين الحرتين من إنسان لينزلن أرضكم السودان، فليغلبن على كل طفلة البنان، وليملكن ما بين أبين إلى نجران، فقال له الملك: وأبيك يا شقّ إن هذا لنا لغائظ موجع، فمتى هو كائن ؟ أفي زماني أم بعده ؟ قال: لا، بل بعده بزمان، ثم يستنقذكم منهم عظيم ذو شأن ويذيقهم أشدّ الهوان، قال: ومن هذا العظيم الشأن ؟ قال: غلام ليس بدني ولا مدن، يخرج عليهم من بيت ذي يزن، فلا يترك أحدا منهم باليمن، قال : أفيدوم سلطانه أم ينقطع ؟ قال : بل ينقطع برسول مرسل يأتي بالحق والعدل، بين أهل الدين والفضل، يكون الملك في قومه إلى يوم الفصل..
قال : وما يوم الفصل ؟ قال : يوم تجزى فيه الولاة، ويدعى فيه من السماء بدعوات، يسمع منها الأحياء والأموات ويجمع فيه بين الناس للميقات، يكون فيه لمن اتقى الفوز والخيرات..
قال : أحقّ ما تقول ؟ قال : إي ورب السماء والأرض، وما بينهما من رفع وخفض، إن ما أنبأتك به لحق ما فيه أمض
فوقع في نفس ربيعة بن النضر ما قالا، فجهز بنيه وأهل بيته إلى العراق بما يصلحهم، وكتب لهم إلى ملك من ملوك فارس يقال له «سابور بن خرزاد» فأسكنهم الحيرة..
.